# 핵 연쇄 반응

핵분열시의 연쇄 반응의 개요도. 1. 우라늄-235 원자가 중성자를 흡수, 핵분열을 하여 두 개의 원자로 되면서 새로운 중성자 및 결합 에너지를 방출한다. 2. 이러한 중성자 중 하나가 우라늄-238에 흡수되며, 지속적인 반응을 일으키지는 않는다. 다른 중성자는 단순히 손실되며, 어떠한 충돌도 일으키지 않으므로 또한 지속적인 반응을 유발하지 않는다. 하지만 하나의 중성자는 또 다른 우라늄-235와 충돌하며, 이전과 같이 두 개의 중성자 및 결합 에너지를 방출한다. 3. 두 중성자 모두 우라늄-235와 충돌하여, 1-3개의 중성자를 방출하며, 반응은 지속된다.

핵 연쇄 반응(核連鎖反應, nuclear chain reaction)은 하나의 핵 반응이 평균적으로 하나 이상의 핵 반응을 유발하는 과정으로, 일단 하나의 핵 반응이 시작하면 이후 핵 반응 수가 기하급수적으로 증가하는 현상을 가리킨다.
임계 질량 이상의 충분한 양의 핵분열 연료가 제어되지 않은 채로 핵 연쇄 반응을 일으키면, 막대한 양의 에너지 방출을 일으키며, 이것이 바로 핵무기의 기본 원리이다. 핵 연쇄 반응은 적절하게 제어할 수 있으며, 핵 반응로에서와 같이 에너지원으로 사용될 수도 있다.
유일하게 알려진 자연적으로 지속되는 핵 연쇄 반응은 가봉의 오클로(Oklo)에서였다.
최초의 인공적인 지속적인 핵 연쇄 반응은 엔리코 페르미가 이끈 Metallurgical Laboratory에 의해서였다. 이는 맨해튼 계획동안에 일어난 일로, 1942년 12월 2일 시카고 대학의 스태그 필드(Stagg Field)의 지하에서 실험되었다.
일부 핵분열 반응식은 다음과 같다, 숫자는 평균이다.:
- U-235 + 중성자 = 핵분열 산출물 + 2.52 중성자 + 180 MeV
- Pu-239 + 중성자 = 핵분열 산출물 + 2.95 중성자 + 200 MeV

위의 식은 사용할 수도 없고 발견하기도 힘든 중성미자가 지니는 10 MeV를 제외한 값이다.
무거운 원자가 핵분열을 할 때, 원자는 두 개 이상의 원자로 쪼개어진다. 각 산출물은 주기율표 상에서 훨씬 가벼운 원소이다.
위 식에 따르면, 하나의 중성자가 대략 2.5 내지 3개의 중성자를 방출하는 핵분열 반응을 유발할 수 있다. 중요한 것은, 이러한 중성자 중 얼마나 많은 수가 다음번의 핵분열 반응을 유발하느냐 하는 것이다. 유효 중성자 곱인자 {\displaystyle k}는 이러한 2.5 내지 3 가운데서 다음의 핵분열을 유발하는 중성자의 평균 개수를 의미한다. 그러므로 {\displaystyle k}는 새로운 핵분열을 일으키지 않으면서 다른 원소에 흡수되거나, 혹은 아예 계 바깥으로 나가버리는 중성자의 개수는 제외하는 값이다. 두 물체를 함께 고려할 때의 {\displaystyle k}값은 개개의 {\displaystyle k}값 중 큰 값보다도 항상 더 크게 된다. 두 물체 각각의 {\displaystyle k} 값의 합보다 클 수도, 아닐 수도 있다. 서로 떨어져 있는 두 물체의 경우는 둘 중 큰 값보다 약간 큰 수준이지만, 만약 포신형 핵무기에서처럼 한 물체가 다른 한 물체 내부 구멍에 들어갔을 때라면, 두 값의 합보다 더욱 커질 수도 있다.
평균 세대 시간은 중성자가 생성된 이후에 핵분열을 위해 포획되기까지의 평균 시간을 가리킨다. 이 시간은 매우 짧다. 중성자의 평균 속도는 대략 10,000 km/s이며, 이동 거리는 10 cm 정도이다. 그러므로 평균 시간은 대략 10 나노초 정도이다.
{\displaystyle k} 값에 따라 다음과 같은 세 경우로 나눌 수 있다.
- {\displaystyle k} < 1 (아임계 질량): 일단 핵분열이 시작하면, 평균적으로 총 1/(1 − {\displaystyle k})번의 핵분열이 일어난다. 핵 연쇄 반응은 금방 사라지게 된다.
- {\displaystyle k} = 1 (임계 질량): 하나의 자유 중성자에 의해 시작하면, 어느 순간에 관찰하더라도 평균적인 자유 중성자의 개수는 1을 유지하게 된다. 즉, 핵 연쇄 반응이 멈추어버릴 확률이 있지만, 이 확률은 다수의 중성자가 생성될 확률에 의해서 상쇄되게 된다.
- {\displaystyle k} > 1 (초임계 질량): 비록 하나의 자유 중성자로 시작하면, 핵 연쇄 반응이 시작되지 않거나 금방 멈추어버릴 가능성이 없는 것은 아니다. 하지만 일단 자유 중성자 수가 몇 개만 넘어가면, 이후 기하급수적으로 증가하게 된다. 계 내부에 존재하는 중성자의 개수와 핵분열의 총회수 모두 {\displaystyle e^{(k-1)t/g}}에 비례하는데, {\displaystyle g}는 평균 세대 시간이며, {\displaystyle t}는 경과 시간이다. 이러한 반응은 당연하게도 영원히 지속될 수 없다. {\displaystyle k}는 남아있는 핵분열 물질의 양이 줄어감에 따라 감소하게 된다. 또한 모양이라던가 밀도 역시 변화하게 된다. 모양에서의 변화라 함은, 남아있는 핵분열 물질이 서로 쪼개어진다거나, 혹은 단순히 녹아서 흘러가버린다든지 하는 것을 의미한다.

## 사전 폭발
핵무기가 제대로 폭발하기 위해서는 핵분열성 물질을 최적의 초임계 상태로 매우 빠르게 만드는 것이 필요하다. 이러한 초임계 결합 과정동안 핵 연쇄 반응을 위한 최적의 상태가 아직 안 되었음에도 이미 초임계 상태가 달성될 수 있다. 이 때, 자발 핵분열에서 발생하는 자유 중성자는 사전 폭발을 유발할 수 있다. 사전 폭발의 가능성을 낮게 유지하기 위해, 초임계 결합 과정은 최소한의 시간으로 이루어져야 하며, 또한 너무 높지 않은 자발 핵분열 비율을 가지는 핵분열성 물질 및 기타 물질을 사용해야 한다. 특히, 플루토늄을 사용한 핵폭탄은 여러 제약으로 말미암아 포신형 결합 과정을 사용할 수 없다. 자세한 내용은 핵무기 설계 항목을 참조하기 바란다.

## 같이 보기
- 연쇄 반응
- 임계 질량
- 임계 사고
- 핵물리학
- 핵반응
- 핵무기 설계